# Міявака

Міява́ка (яп. 宮若市, みやわかし, МФА: [mʲijawaka ɕi̥]?) — місто в Японії, в префектурі Фукуока.     Отримало статус міста 2006 року. Площа становить 139,99 км². Станом на 1 липня 2012 року населення складало 29 237  осіб, густота населення — 209 осіб/км².     

## Історія
Міявака отримала статус міста 11 лютого 2006 року.